# Sergio Bresciani
Sergio Bresciani (Salò, 2 luglio 1924 – El Alamein, 4 settembre 1942) è stato un militare italiano volontario nella seconda guerra mondiale. Meglio conosciuto come l'eroe fanciullo: fu, infatti, uno dei militari più giovani decorati della Medaglia d'oro al valor militare alla memoria italiana.

## Biografia
Nacque a Salò il 2 luglio 1924, secondogenito di una famiglia numerosa, figlio di Bortolo Davide e di Maria Carattoni. Da giovane, lavorò come operaio presso la Falck di Vobarno. Allo scoppio della seconda guerra mondiale era avanguardista moschettiere in forza alla Gioventù italiana del littorio (G.I.L.), ed appassionatosi alla vita militare a soli 15 anni, nel dicembre 1940 scappò di casa, per arruolarsi nell'esercito, mosso da puri sentimenti verso l'Italia (da come si può evincere dalle sue lettere), ma venne riportato a casa dai carabinieri che lo trovarono a Milano. Un mese dopo effettuò un nuovo tentativo ma i carabinieri lo fermarono a Genova riconsegnandolo ai genitori, che questa volta lo redarguirono pesantemente.
Solamente al terzo tentativo riuscì a raggiungere la Libia clandestinamente. Partito da Vobarno in sella alla bicicletta del fratello, raggiunse Salò prendendo il traghetto che lo portò a Desenzano del Garda dove prese il treno per Milano. Venduta la bicicletta per procurarsi il denaro con cui comprare un biglietto ferroviario per Napoli, raggiunse la città partenopea ma fu nuovamente intercettato dai carabinieri che gli diedero un primo foglio di via e lo rispedirono a casa. Sceso a Roma per imbarcarsi nuovamente per Napoli, i carabinieri lo intercettarono di nuovo e gli consegnarono un secondo foglio di via, ma egli eluse tutti i controlli e salì a bordo di un treno diretto a Napoli, dove poi si imbarcò su un piroscafo diretto a Tripoli, in Africa settentrionale.
Giunto in Libia fu preso in consegna dalle autorità militari, e mandò una lettera alla famiglia spiegando le ragioni del suo gesto chiedendo loro di firmare il consenso per il suo arruolamento, in quanto egli era minorenne. I genitori di Sergio, però, ricevettero anche una lettera dal maggiore Guido Zironi del Reggimento Artiglieria Celere "Principe Amedeo d'Aosta" (3°), che rendendosi conto che Sergio era giunto clandestinamente, chiese il loro consenso affinché il ragazzo si arruolasse, altrimenti lo avrebbe rimandato in Italia. I genitori, sebbene contrari, decisero ormai di assecondare il desiderio del figlio, e il 2 luglio 1941, al compimento del diciassettesimo anno di età fu definitivamente arruolato, ricevendo le tanto sospirate "stellette".
La giovane "voloira" si fece subito onore, e durante l'Operazione Battleaxe in Cirenaica, fu citato dal Comando e proposto per la concessione di una Medaglia d'argento al valor militare, e decorato con la Croce di Ferro di seconda classe germanica che gli venne consegnata direttamente dal Feldmaresciallo Rommel. Verso la fine dell'estate 1941 si distinse successivamente a El-Adem in un combattimento contro 20 carri armati Matilda Mk.II, e alcuni mesi dopo ad Agedabia dove fu proposto per la concessione di una Medaglia di bronzo al valor militare.

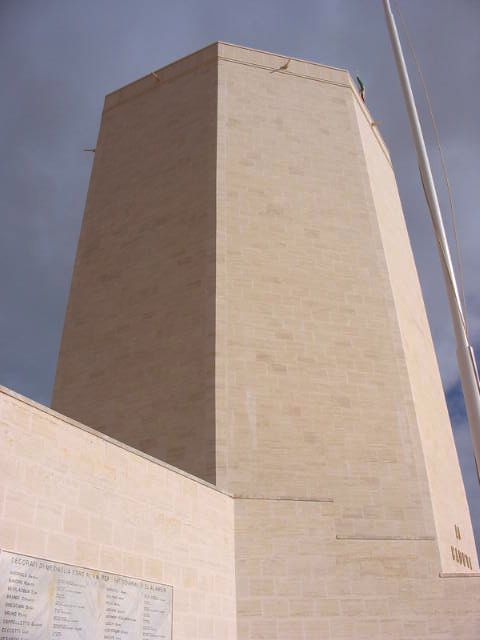
Il Sacrario Militare Italiano dove è sepolto Sergio Bresciani

Il 4 settembre 1942 un autocarro, in cui c'era anche lui, con la ruota anteriore passò su una mina a pressione e la seguente esplosione gli tranciò la gamba sinistra.
Sergio Bresciani morì, nonostante i vari tentativi di salvarlo e dopo aver ricevuto dal cappellano conforto e l'estrema unzione, presso la 53ª Sezione di sanità della Divisione Folgore. Inizialmente il suo corpo venne sepolto al chilometro 41,5 della Pista Rossa o Massicciata nella tomba numero 1. Dopo la fine della guerra la salma, insieme a quella di tanti altri militari, fu recuperata da Paolo Caccia Dominioni e trasferita al Sacrario militare italiano di El Alamein dove si trova attualmente.
Gli fu conferita la Medaglia d'Oro al Valor Militare alla memoria.
A Salò, in P.zza Sergio Bresciani, è ubicato un monumento con iscritte le seguenti parole:
SERGIO BRESCIANI
VOLONTARIO ARTIGLIERE 
MEDAGLIA D'ORO AL VALOR MILITARE
SALÒ 2. VII. 1924
EL ALAMEIN 4. IX. 1942

### Annotazioni
1. ↑  Classe 1901, era di professione commerciante.
2. ↑  Classe 1904, era di professione casalinga.
3. ↑  Gli zii Dante ed Italo avevano prestato servizio militare durante la prima guerra mondiale, rimanendovi uccisi.
4. ↑  La vendita della bicicletta non gli fruttò il denaro necessario all'acquisto del biglietto, e allora egli salì clandestinamente a bordo del convoglio ferroviario.
5. ↑  In quella missiva chiese scusa al fratello per avergli rubato e venduto la bicicletta.
6. ↑  Il 3º Reggimento Artiglieria Celere "Principe Amedeo d'Aosta" contava su due gruppi cannoni da 75/27 Mod. 1911 e su un gruppo su obici 100/17 mod.914.
7. ↑  Prima dei diciassette anni, pur ammesso a far parte dei ranghi, ricevette una divisa priva di stellette.
8. ↑  Mentre si trovava ad Agedabia in cerca di rifornimenti ed acqua, la cittadina fu bombardata pesantemente dall'aviazione inglese, e lui, recuperata la macchina prestò soccorso ai numerosi feriti, caricando successivamente anche i corpi dei deceduti.
9. ↑  Era la pista che collegava la costa al Passo del Cammello al bordo della Depressione di Qattara.

### Fonti
1. 1 2  Betrò 2012, p. 18.
2. 1 2 3 4 5 6 7 8 9 10  Betrò 2012, p. 19.
3. 1 2 3 4 5  Betrò 2012, p. 20.
4. 1 2 3 4  Betrò 2012, p. 21.
5. ↑  Sito web del Quirinale: dettaglio decorato.
6. ↑  Dispaccio n. 40038/3.